# Henryk Suzon
Henryk Suzon, niem. Heinrich Seuse (ur. 21 marca 1295 lub 1297 w Konstancji, zm. 25 stycznia 1366 w Ulm), znany też jako Heinrich (von) Suso czy (rzadziej) Heinrich von Berg, po polsku znany jako Henryk Suzon, Suzo – mistyk, teolog, dominikanin. Przedstawiciel mistyki nadreńskiej, błogosławiony Kościoła katolickiego.

## Życiorys
Henryk Suzon był potomkiem dawnego rodu szlacheckiego. Ojciec pochodził z rodziny Bergów, matka pochodziła z rodziny Sus (lub Süs) z Überlingen – chcąc ja uczcić, przejął po niej nazwisko. Wychowywany był w prostych warunkach – posiadłość rodziców przypominała raczej chłopską zagrodę niż zamek. W wieku lat trzynastu wstąpił do klasztoru dominikanów w Konstancji. Odebrał tam wykształcenie typowe dla osób pragnących złożyć śluby. W wieku lat osiemnastu dane mu było mieć mistyczne przeżycie nawrócenia. To właśnie wtedy zaczął się uważać za „sługę Przedwiecznej Mądrości”, którą utożsamiał z „Boską Esencją”. W 1323 roku posłany został do studium generale dominikanów do Kolonii – został tam uczniem Mistrza Eckharta, przystąpił do jego szkoły teologii apofatycznej. Tamże poznał prawdopodobnie Johannesa Taulera. W Kolonii przebywał do roku 1327. Po powrocie do Konstancji pełnił funkcję lektora. W 1343 roku został wybrany przeorem klasztoru w Diessenhofen. W 1348 roku posłany został do Ulm, gdzie pozostał aż do śmierci.

## Ikonografia
W ikonografii przedstawiany jest w habicie dominikańskim. Jego atrybutami są: monogram Imienia Jezus (IHS), wypisany rylcem na jego piersi, wieniec różany (symbol bolesnej miłości) oraz pies ze szmatką w pysku.

## Dzieło
Seuse znany jest przede wszystkim jako uczeń Mistrza Eckharta i Johannesa Taulera. Ich teologia apofatyczna znalazła też odzwierciedlenie w jego dziełach, dwóch traktatach mistycznych: Buch der Wahrheit i Büchlein der ewigen Weisheit. Mimo że Seuse powielał sformułowania Mistrza Eckharta, starał się unikać jego błędów, które ściągnęły nań podejrzenia o nieortodoksyjność oraz związane z tym problemy; polemizował także z panteistycznymi doktrynami begardów oraz libertynizmem Braci Wolnego Ducha. Seuse uczestniczył w obejmującym ówczesne klasztory ruchu odnowy religijnej znanym jako ruch „przyjaciół Boga”. Jego nauka wywarła wpływ przede wszystkim na klasztory żeńskie, a zwłaszcza na klasztor dominikanek w Katherinenthal oraz w Toss. W tym ostatnim przebywała mistyczka Elisabeth Stapel, która przetłumaczyła niektóre jego pisma z łaciny na niemiecki, zbierała i przechowała jego listy, a na podstawie jego relacji spisała historię jego życia, która potem on sam opublikował (pt. Vita lub Leben Seuses). Jak Eckhart i Tauler, również Seuse miał problemy z uznaniem przez Kościół: za swój ostatni traktat musiał się tłumaczyć przed sądem zakonnym.

## Beatyfikacja
W 1831 papież Grzegorz XVI dokonał beatyfikacji Seusego.
Wspomnienie liturgiczne w Kościele katolickim obchodzone jest 23 stycznia.

## Niemieckie tytuły dzieł
- Das Büchlein der Wahrheit
- Das Büchlein der ewigen Weisheit
- Horologium sapientiae
- Das Briefbüchlein
- Das Buch von dem Diener

## Polskie przekłady
- Życie. Szymona, Wiesław (tł.). Poznań: „W drodze”, 1990, s. 223. ISBN 83-7033-096-7.
- Księga prawdy i inne pisma (Das Büchlein der Wahrheit). Szymona, Wiesław (tł.). Poznań: „W drodze”, 1989, s. 190. ISBN 83-85008-87-X.
- Księga mądrości przedwiecznej (Büchlein der Ewigen Weisheit). Szymona, Wiesław (tł.). Poznań: „W drodze”, 1983, s. 194.